# Ercheia periploca
Ercheia periploca är en fjärilsart som beskrevs av Holland 1894. Ercheia periploca ingår i släktet Ercheia och familjen nattflyn. Inga underarter finns listade i Catalogue of Life.